# Condor (casa discografica)
La Condor è stata una casa discografica italiana attiva negli anni settanta e nei primi anni ottanta. Dal 1976 cambiò la denominazione sociale in Golden Record, originalmente una sottoetichetta che, sporadicamente, aveva pubblicato alcuni 45 giri.

## Storia
L'etichetta pubblicò sia dischi di musica leggera che pop e rock progressivo; tra gli artisti pubblicati i più noti furono la cantante Noris De Stefani e il gruppo de Le Volpi Blu, con cui la Condor partecipò al Festival di Sanremo 1975.
Le sedi della casa discografica erano a Milano, Torino e Roma. La distribuzione era effettuata dalle Messaggerie Musicali.
Nel 1976 la denominazione venne cambiata in Golden Record, e gli artisti della Condor vi confluirono. Nel decennio successivo terminò l'attività.

## Discografia
Per la datazione ci si basa sull'etichetta del disco, o sul vinile o, infine, sulla copertina, qualora nessuno di questi elementi avesse una datazione, ci si basa sulla numerazione del catalogo, se esistenti, sono riportati oltre all'anno il mese e il giorno (quest'ultimo dato si trova, a volte, stampato sul vinile).

### 45 giri come Condor
| Numero di catalogo | Anno | Interprete   | Titoli                                  |
| ------------------ | ---- | ------------ | --------------------------------------- |
| TV 21              | 1972 | Le Volpi Blu | Bimba mia/Mà, mammà                     |
| TV 22              | 1972 | Waterloo     | Pensione Pineta/L'americano Wright      |
| TV 23              | 1973 | Le Volpi Blu | Biancastella/Un uomo felice             |
| TV 24              | 1973 | Waterloo     | Stanotte sto con lei/Un uomo che lavora |
| TV 25              | 1974 | Le Volpi Blu | Un amore per noia/I Will Beg            |
| TV 26              | 1974 | Articus      | Storia/Stazione nord                    |
| TV 27              | 1974 | Waterloo     | I Made A Mistake/Surrender Now          |
| TV 29              | 1975 | Le Volpi Blu | Senza impegno/Così passa il giorno      |
| TV 32              | 1975 | Le Volpi Blu | Tu, piccola bimba mia/L'incoscienza     |

### 45 giri come Golden Record
| Numero di catalogo | Anno | Interprete       | Titoli                                 |
| ------------------ | ---- | ---------------- | -------------------------------------- |
| FC 1006            | 1967 | Carlo Morino     | Io ti darò/Be Bop A Lula               |
| FC 1043            | 1976 | Waterloo         | Ba..Ba..Baciami piccina/The Frog       |
| FC 1045            | 1977 | Le Volpi Blu     | You're Trying/Più nessuna              |
| FC 1051            | 1978 | Le Volpi Blu     | Casanova 2000/Dolce tempo              |
| FC 1052            | 1978 | Il Cerchio d'Oro | Funky Dream/L'amore mio                |
| FC 1053            | 1978 | Le 5 espressioni | Quel giorno d'estate/Cerco             |
| FC 1055            | 1978 | Articus          | Viva l'estate/Il mondo cammina         |
| FC 1057            | 1978 | Gianni Safred    | Sexy Souls/Microcosm/Galaxy/Theorem    |
| FC 1058            | 1979 | Le Volpi Blu     | Io ancora stupido/Segreto              |
| FC 1060            | 1979 | Il Cerchio d'Oro | Too Many Nights/Dolce strega           |
| FC 1061            | 1979 | Articus          | Che forte sei/Cara amica mia           |
| FC 1071            | 1983 | Noris De Stefani | Io canto l'amore/Appuntamento al caffè |